# Cyphon paykulli
Cyphon paykulli là một loài bọ cánh cứng trong họ Scirtidae. Loài này được Guerin miêu tả khoa học năm 1843.